# Jane Ngotho
Jane Ngotho (Jane Ngotho Wanjiku; * 29. November 1969 in Nyeri) ist eine ehemalige kenianische Langstreckenläuferin.

## Leben
1988 wurde sie Junioren-Weltmeisterin über 10.000 m. Im Jahr darauf wurde sie Vierte bei den Crosslauf-Weltmeisterschaften in Stavanger. Bei den Leichtathletik-Afrikameisterschaften 1989 in Lagos gewann sie Gold über 10.000 m und Silber über 3000 m. 1990 wurde sie Sechste bei den  Crosslauf-WM in Aix-les-Bains und holte bei den Afrikameisterschaften in Kairo Silber über 10.000 m.
1991 wurde sie bei den Crosslauf-WM in Antwerpen Fünfte in der Einzelwertung und gewann mit der kenianischen Mannschaft Gold. Bei den Leichtathletik-Weltmeisterschaften in Tokio kam sie über 10.000 m auf den 21. Platz. Nachdem sie mit einem zwölften Platz bei den Crosslauf-WM 1992 in Boston zum Sieg der kenianischen Mannschaft beigetragen hatte, siegte sie beim Giro Media Blenio. Bei den Olympischen Spielen in Barcelona schied sie über 3000 m im Vorlauf aus. 
Zwei weitere Male siegte sie mit der Mannschaft bei den Crosslauf-WM: 1993 in Amorebieta-Etxano mit Platz 17 und 1996 in Stellenbosch mit einem achten Platz. 
1999 wurde sie bei den Crosslauf-WM in Belfast auf der Langstrecke Sechste und gewann Silber mit der Mannschaft. Im weiteren Verlauf der Saison gewann sie den Crescent City Classic 10K und wurde Dritte beim Beach to Beacon 10K. 2000 wurde sie Zweite beim Crescent City Classic 10K, 2001 gewann sie bei Bay to Breakers, und 2004 wurde sie Fünfte beim Berliner Halbmarathon.

## Persönliche Bestzeiten
- 3000 m: 8:44,14 min, 15. Juli 1991, Nizza
- 5000 m: 15:05,91 min, 10. September 1991, Berlin
- 10.000 m: 32:08,54 min, 25. Juni 1991, Hengelo
- 10-km-Straßenlauf: 32:00 min, 22. April 2000, New Orleans
- Halbmarathon: 1:11:46 h, 4. April 2004, Berlin